# Jarmila Štítnická
Jarmila Štítnická ( 25. prosince 1924 Rimavská Seč –  7. dubna 1980 Bratislava) byla slovenská spisovatelka, redaktorka a publicistka, autorka literatury pro děti a mládež, manželka slovenského spisovatele Ctibora Štítnického. Užívala pseudonymy Milada Majorová a Olga Petrová.

## Život
Pocházela z úřednické rodiny a vzdělání získávala ve Spišské Nové Vsi, kde v roce 1944 odmaturovala. Aktivně se zapojila do Slovenského národního povstání a po ukončení 2. světové války pracovala jako sekretářka ve Svobodném vysílači v Košicích, v letech 1945–1947 v Československém rozhlase, v letech 1948–1951 byla vedoucí redaktorkou rozhlasového vysílání a v letech 1952–1954 byla  v Československém rozhlase zástupkyní šéfredaktora Hlavní redakce vysílání pro děti a mládež. V letech 1954–1959 zůstala v domácnosti, ale v roce 1959 se vrátila do práce a působila jako šéfredaktorka v dětském časopise Slniečko, kde působila až do své smrti.

## Tvorba
Psala hlavně pro děti a mládež. Vynikla i jako autorka poezie a loutkových her. První básně začala psát už během studií a uveřejňovala je v časopisech Elán, Nový rod a Živena. Věnovala se zejména psaní intimní lyriky, loutkových her, ale později se naplno realizovala zejména v rozhlase, pro který psala rozhlasová pásma, scénky, montáže, rozhlasové adaptace a také asi 40 pohádkových her. Kromě vlastní tvorby také překládala z češtiny a italštiny.

## Dílo

### Poezie
- 1953 – Krásny deň
- 1962 – Detský rok (editorka)
- 1971 – Riekanky z čítanky

### Bábkové hry
- 1957 – Janko a tátoš
- 1961 – Orlia skala
- 1963 – Rozprávka z kolotoča
- 1967 – Rozprávka z karavány

### Preklady
- 1956 – P. Tkadlec: Asegao
- 1957 – J. Filipi: Zlatý had
- 1957 – Z. Skořepa: Čertov mlyn
- 1960 – M. Marková: Rozprávka o ceste na mesiac
- 1961 – L. Aškenazy: Šlamastika s mesiacom
- 1962 – J. Noha: Tutút, tút, tú...
- 1971 – J. Kainar: Indiáni
- 1957 – C. Gozzi: Kráľ jeleňov
- 1960 – C. Gozzi: Láska k trom pomarančom